# Лох-Дан
Лох-Дан (ирл. Loch Deán) — пресное озеро на востоке Ирландии в графстве Уиклоу.
Озеро имеет вытянутую форму благодаря своему ледниковому происхождению. Является популярным местом отдыха у байдарочников и каякеров.

## Галерея

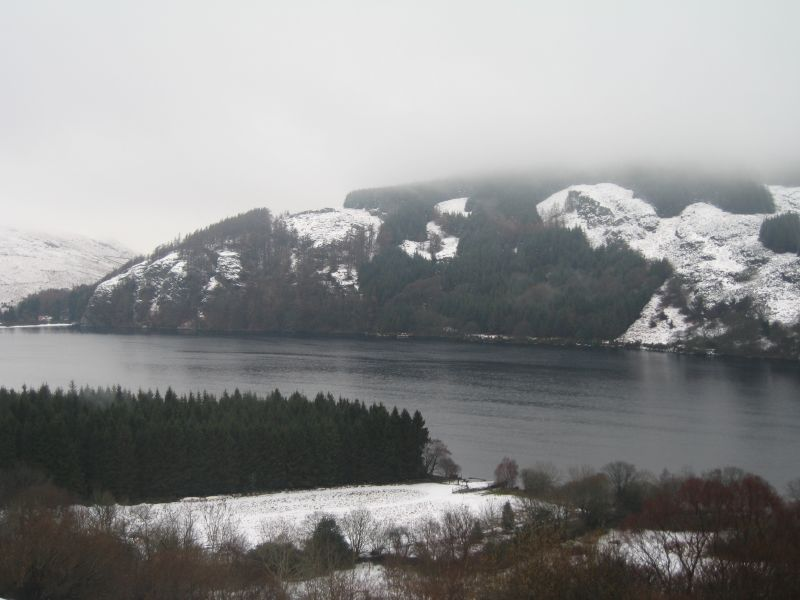
Панорама на заснеженное озеро
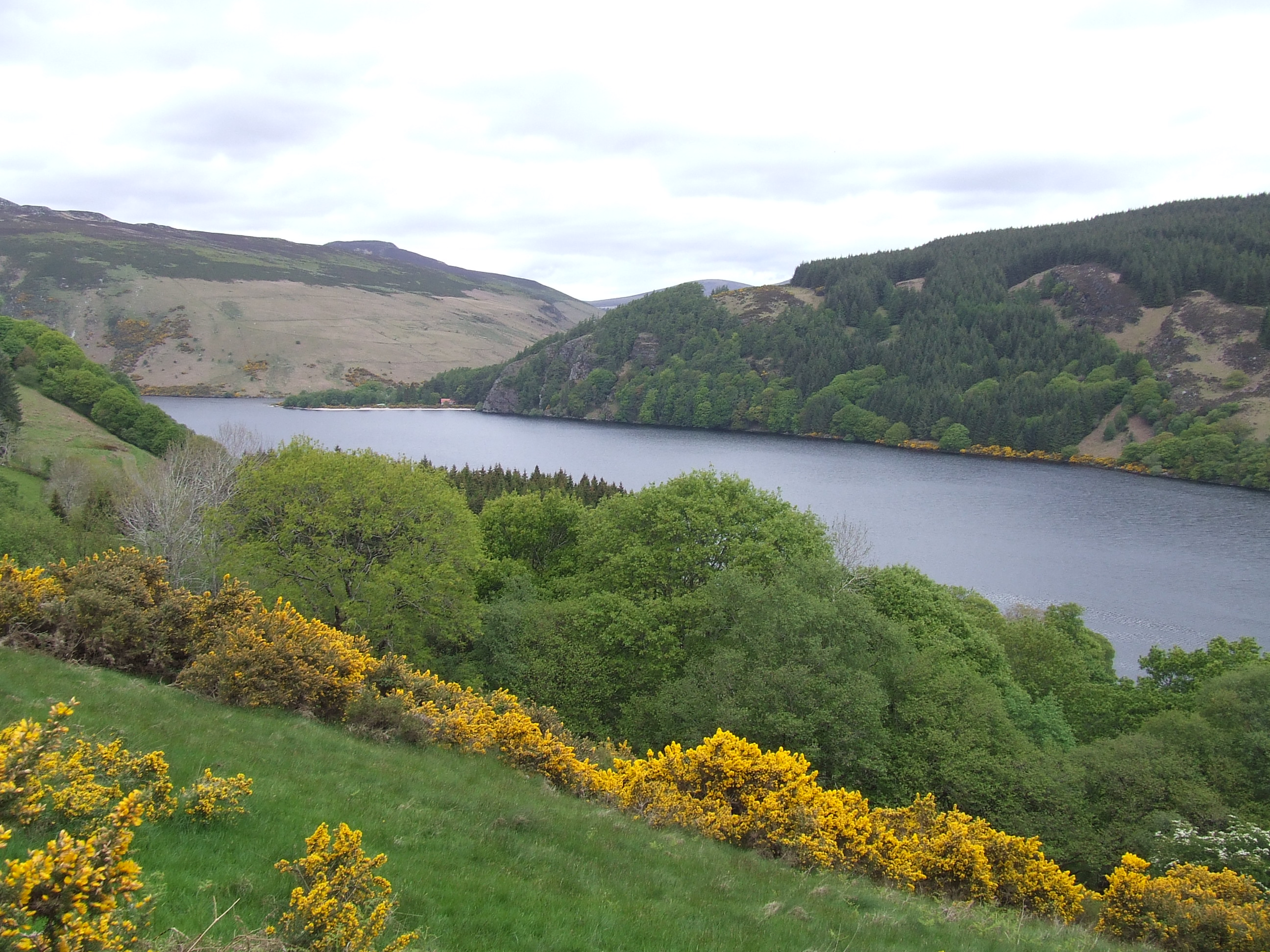
Вид с западного берега
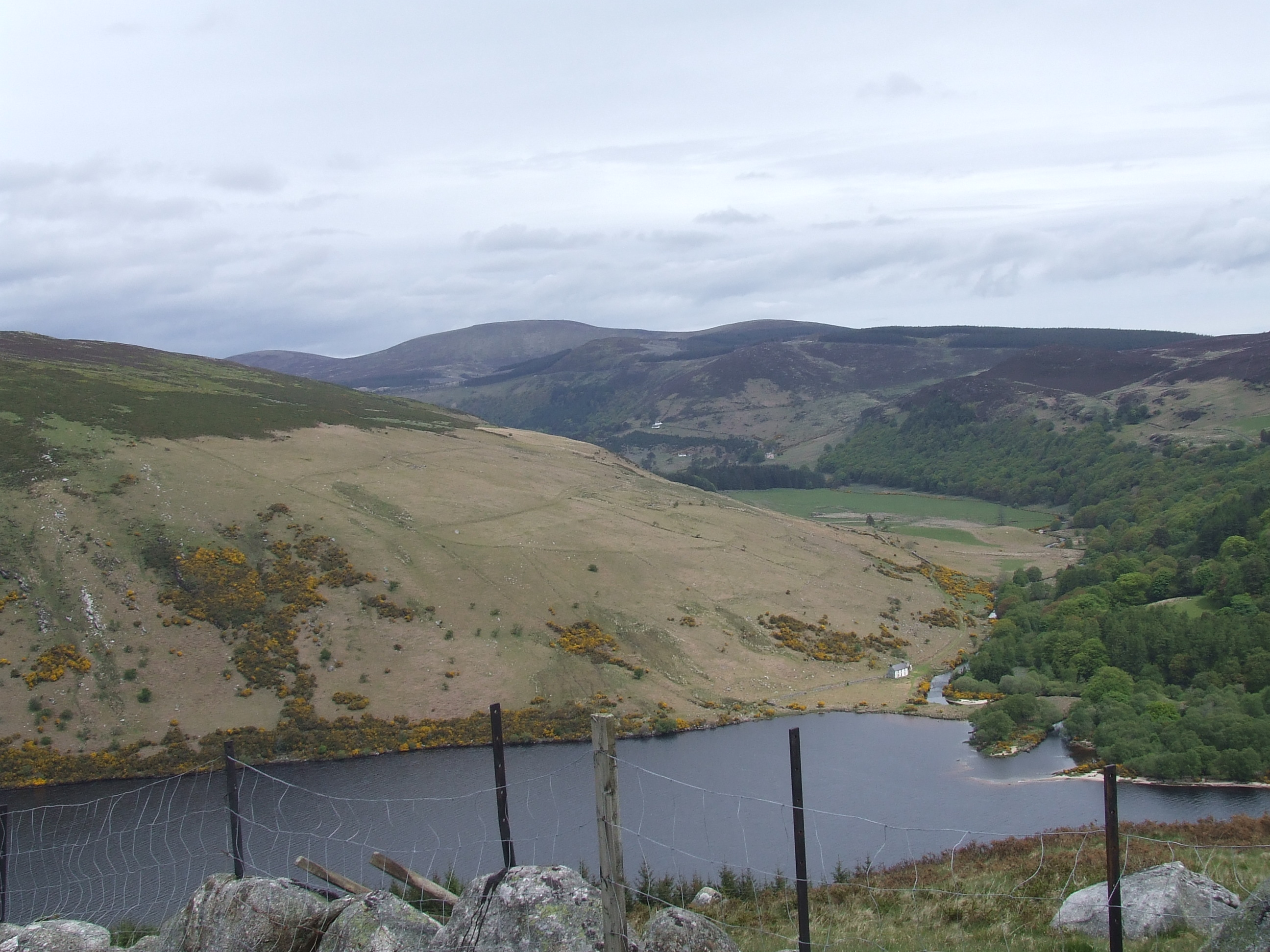
Вид на юго-восток с западного берега
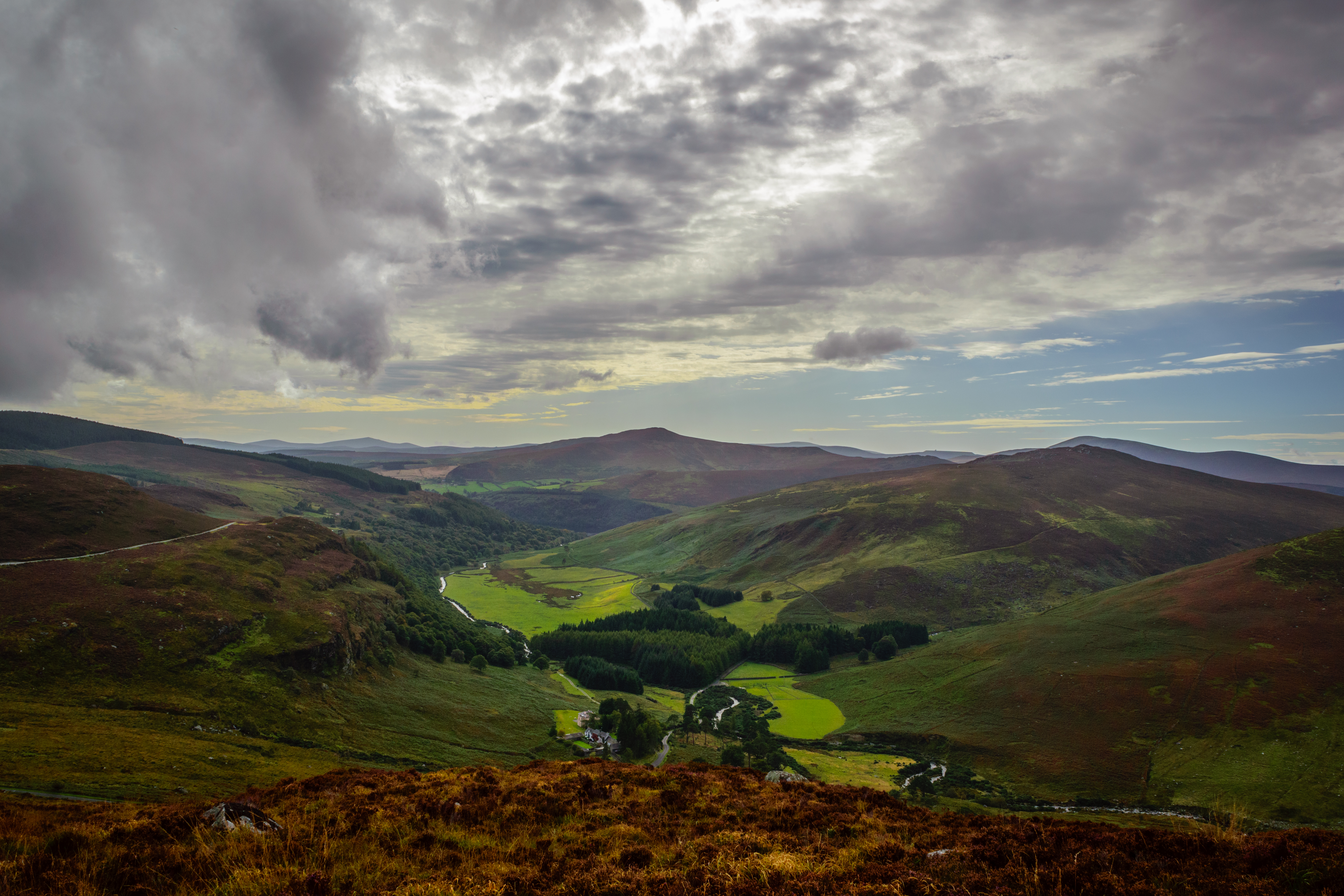
Река Клогходж между Лох-Тей и Лох-Дан